# Василево (Карабихское сельское поселение)
Василёво — деревня в Ярославском районе Ярославской области. Входит в состав Карабихского сельского поселения.

## География
Находится в восточной части Ярославской области на расстоянии приблизительно 13 км на юг по прямой от станции Ярославль.

## История
В 1859 году здесь (деревня Ярославского уезда Ярославской губернии) было учтено 50 дворов, в 1898 — 56, в 1941 — 38.

## Население
Численность населения: 282 человека (1859 год), 37 (русские 100 %) в 2002 году, 19 в 2010.